# Жамбылский сельский округ (Западно-Казахстанская область)
Жамбылский сельский округ — административно-территориальное образование в Акжаикском районе Западно-Казахстанской области.

## Административное устройство
1. село Жамбыл
2. село Уштобе
3. село Булан
4. село Битик
5. село Донгелек